# Panicum capillarioides
Panicum capillarioides là một loài thực vật có hoa trong họ Hòa thảo. Loài này được Vasey mô tả khoa học đầu tiên năm 1890.